# 碳化铝
碳化鋁，又名三碳化四鋁，化學式為Al4C3，是一種鋁的碳化物。外觀為淡黃色至褐色晶體。在高達1400°C的溫度下仍保持穩定。它在水中分解並產生甲烷。

## 結構
碳化鋁具有複雜的晶體結構，由Al2C和Al2C2交替層組成。 每個鋁原子與4個碳原子配位形成四面體排列。碳原子存在於兩種不同的結合環境中：第一個是由6個鋁原子組成的變形八面體，距離為217 pm。另一種是扭曲的三角雙錐體結構，由190–194 pm處的4個鋁原子和221 pm 處的第五個鋁原子組成。

## 反應
碳化鋁會水解並釋放出甲烷。該反應在室溫下進行，但加熱會迅速反應：
Al4C3 + 12 H2O → 4 Al(OH)3 + 3 CH4
其他質子試劑也會發生類似的反應：
Al4C3 + 12 HCl → 4 AlCl3 + 3 CH4
將適當的Ti、Al4C3石墨混合物在約40 MPa下熱等靜壓，在1300 °C下持續15小時，主要產生Ti2AlC0.5N0.5的單相樣品，在1300 °C下持續30小時，主要產生Ti2AlC單相樣品。

## 制备
碳化鋁可在電弧爐中使鋁和碳直接反應製備：
4Al + 3C → Al4C3
另一種反應是從氧化鋁開始，但由於會產生一氧化碳，因此不太常用：
2 Al2O3 + 9 C → Al4C3 + 6 CO
碳化矽也會與鋁反應生成碳化鋁。這種轉化限制了碳化矽的機械應用，因為碳化鋁比碳化矽更脆：
4 Al + 3 SiC → Al4C3 + 3 Si
在碳化硅增强的铝基复合材料中，碳化硅和铝熔体的化学反应生成了一层碳化铝覆盖在碳化硅颗粒表面，雖然增加了碳化矽顆粒的浸潤性，但降低了材料的强度。通过使用合适的氧化物或氮化物在碳化硅颗粒表面形成一层二氧化矽塗層能够降低发生这类反应的趋势。
铝－碳化铝合金可以通过机械合金化或将铝粉和石墨粒子混合来制备。

## 產生
少量碳化铝是电石中的常见杂质。在电解冶炼金属铝时，碳化铝作為石墨电极的腐蚀產物。
在以铝为基质并且通过碳化物（如碳化硅、碳化硼等）来增大强度的金属基复合材料或碳纤维中，碳化铝常常成为不受欢迎的产品。例如碳纤维与铝基复合材料在500°C之上就能够发生反应，而如给其覆上一层硼化钛则能抑制化学反应。

## 应用
细分散在铝基复合材料中的碳化铝颗粒能降低材料蠕变的趋势，特别是在与碳化硅颗粒相结合时。
碳化铝可作为高速切削工具的磨料，其硬度大致與黄玉相同。